# چهاربرچه‌ای‌ها
چهاربرچه‌ای‌ها (نام علمی: Tetracarpaea tasmannica) نام یک گونه از راسته خاراشکن‌سانان است.